# Chlorokybus
Chlorokybus, monotipski rod terestrijalnih algi s jedinom vrstom Chlorokybus atmophyticus, koju je 1942. opisao Geitler. Ovoj rijetkoj vrsti postojbina su dva lokaliteta u Austriji. Ova vrsta jedini je predstavnik razreda Chlorokybophyceae.